# Janiodes dognini
Janiodes dognini är en fjärilsart som beskrevs av Jordan 1924. Janiodes dognini ingår i släktet Janiodes och familjen påfågelsspinnare. Inga underarter finns listade i Catalogue of Life.